# Yim Tin Tsai (Sai Kung)
Pour l'île Yim Tin Tsai de Tolo Harbour, également à Hong Kong, voir Yim Tin Tsai (Tai Po).

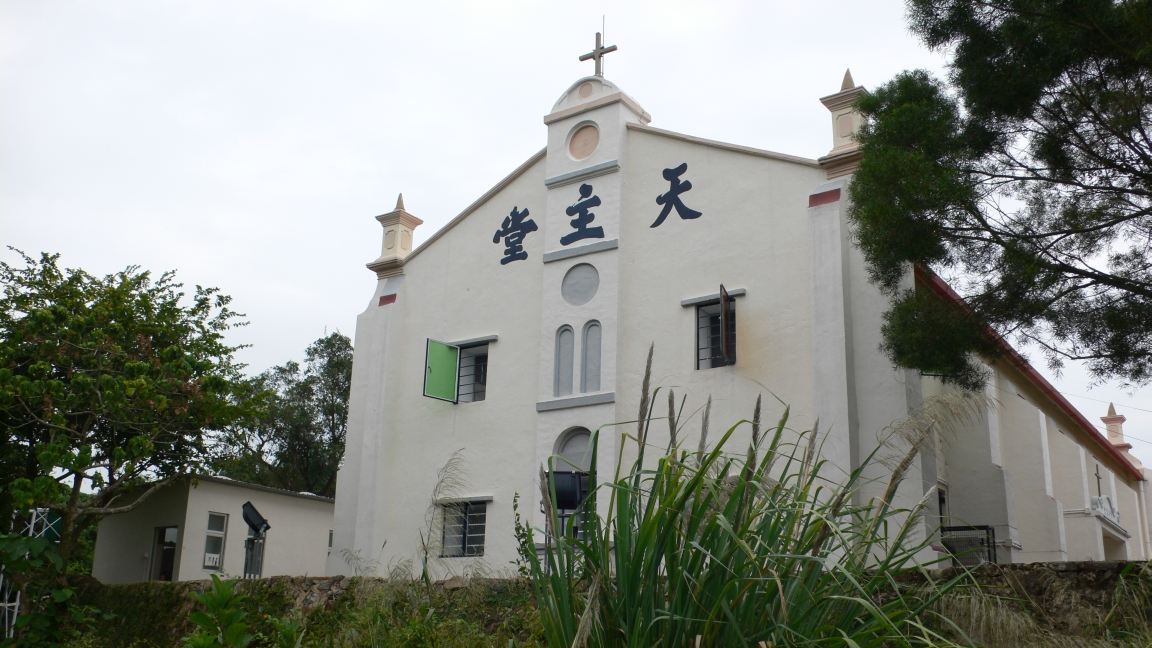
La chapelle Saint-Joseph sur Yim Tin Tsai.

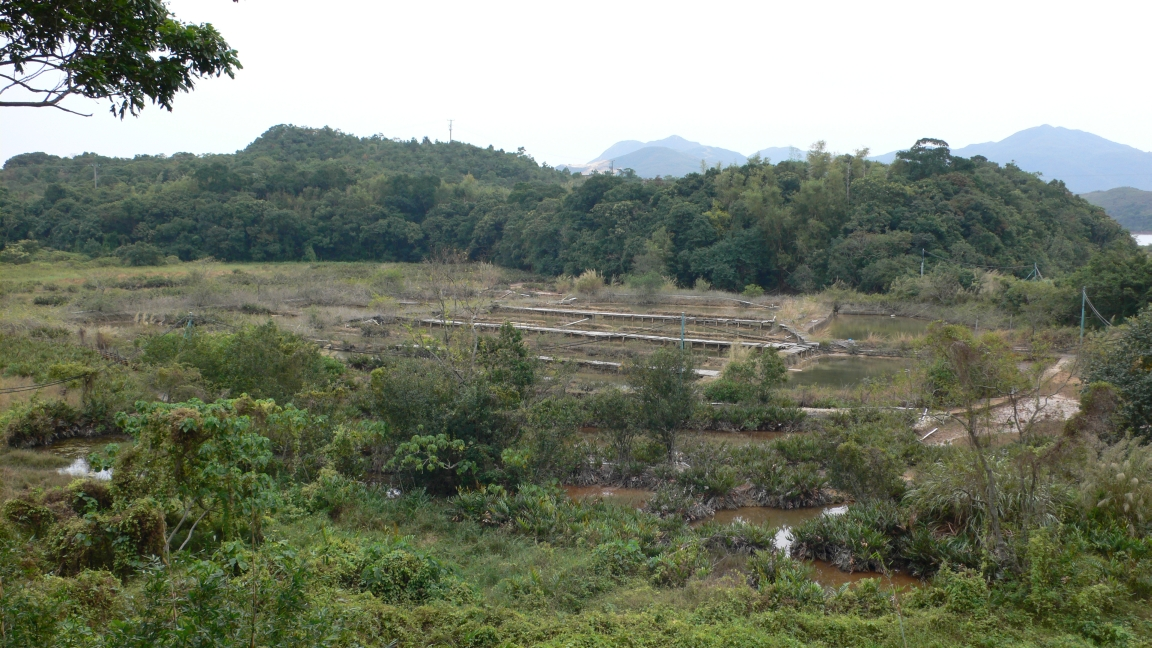
Marais salant abandonné sur Yim Tin Tsai.

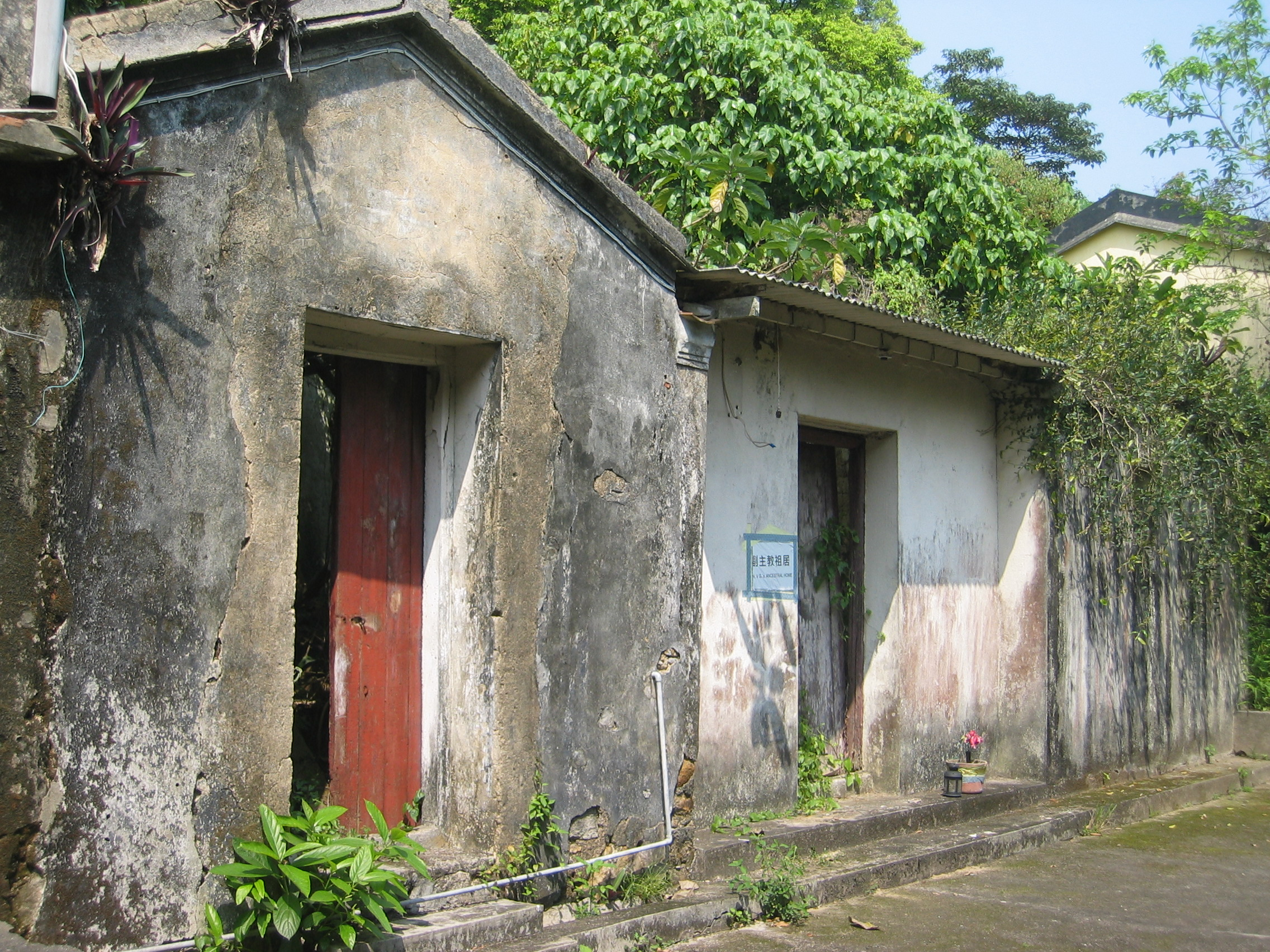
Ancienne maison du Vicaire Dominic Chan Chi-ming sur Yim Tin Tsai.

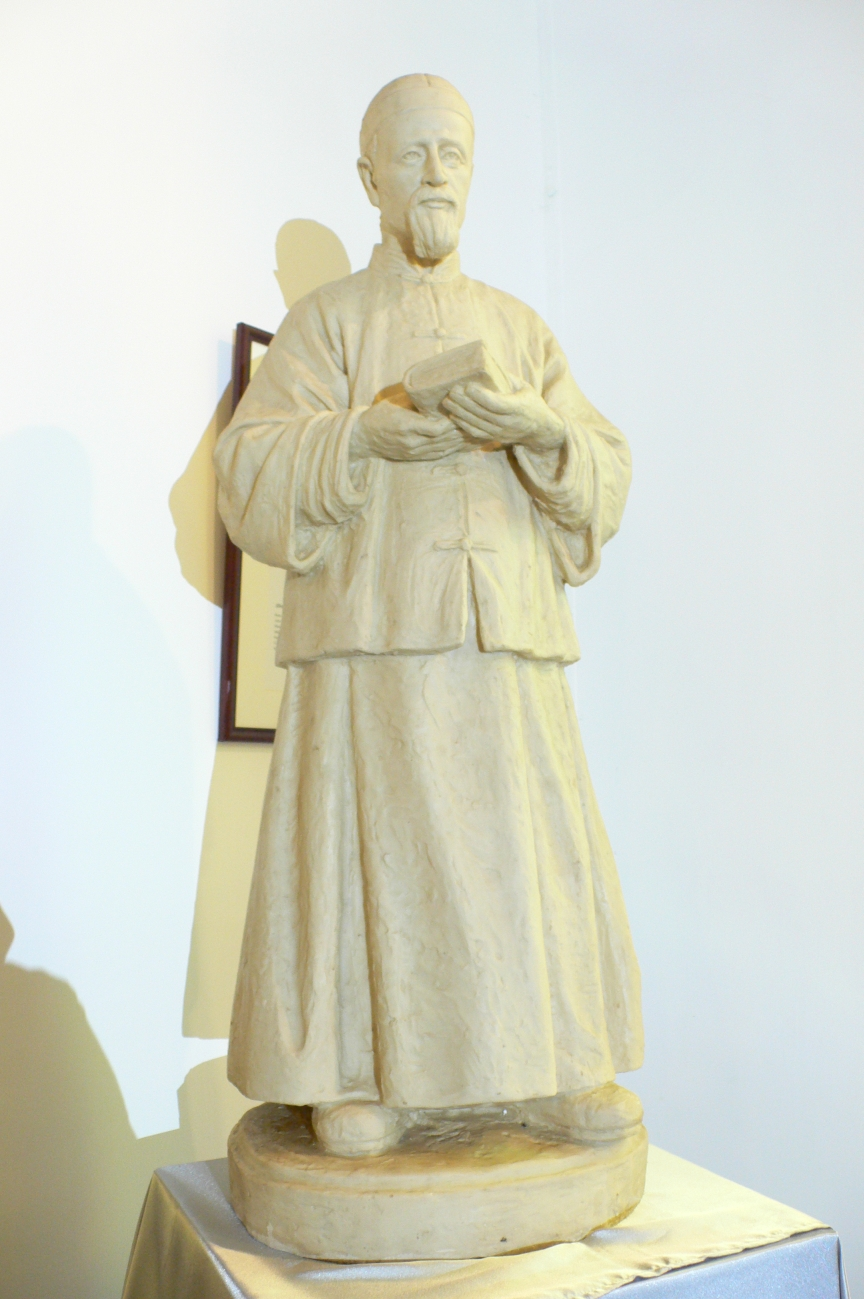
Statue de Joseph Freinademetz dans la chapelle Saint-Joseph.

Yim Tin Tsai (chinois traditionnel : 鹽田仔 ; litt. « petit champ de sel ») est une petite île au large de Sai Kung, à Hong Kong. Depuis 2013, au moins un habitant réside sur l'île après une longue période sans population permanente.

## Géographie
D'une superficie de 0,24 km2, l'île se trouve près de Port Shelter, localité située au sud de la péninsule de Sai Kung et à l'est de la ville de Sai Kung. Elle est reliée à l'île de Kau Sai Chau, plus grande, par une digue au sud
Les petites îles de Shek Chau et de Kwun Cham Wan sont situées au large de Yim Tin Tsai, au nord-ouest et au sud-ouest respectivement.

## Histoire
L'île a été colonisée par les membres du clan Hakka Chan (陳) au cours du XIXe siècle (d'autres sources mentionnent 300 ans). Les Chan sont venus de Yim Tin (chinois simplifié : 盐田 ; chinois traditionnel : 鹽田 ; pinyin : Yántián), qui fait actuellement partie du district de Yantian de Shenzhen. La nouvelle colonie a été appelée Yim Tin Tsai dans les mémoires du clan. D'autres membres du clan s'installèrent à Yim Tin Tsai, dans le district de Tai Po et à Ping Yeung, dans la région de Ta Kwu Ling dans le district nord. À son apogée, Yim Tin Tsai avait 500 habitants (d'autres sources mentionnent 1 200). Les villageois vivaient de l'agriculture, de la pêche et de la production de sel. Ils exploitaient le sel sur 24 000 m2, le plus petit des cinq salins de Hong Kong à l'époque. D'autres marais salants étaient localisés à Tai O, sur l'île de Lantau, à San Hui et à Wong Ka Wai dans le district de Tuen Mun, à Yim Liu Ha dans le district nord puis à Yim Tin Tsai dans le district de Tai Po.
Le baptême des résidents de l'île a commencé en 1866, et en 1875, tous les habitants de l'île furent baptisés,. En 1879, une chapelle a été construite par Joseph Freinademetz (canonisé en 2003).
Ching Po School, l'école du village, a fermé dans les années 1990 en raison d'un manque d'élèves.
Une cérémonie d'inauguration, présidée par Carrie Lam, Première Secrétaire de l'Administration de Hong Kong, et par Dominic Chan (en), Vicaire Général du Diocèse Catholique de Hong Kong, eut lieu le 17 mars 2013, après que le village ait donné son accord pour revitaliser ses marais salants abandonnés.

## Lieux d'intérêts
L'actuelle chapelle Saint-Joseph a remplacé la première chapelle construite sur l'île. D'architecture romane italienne et adjacente à une école, elle a été achevée en 1890. La chapelle, classée monument historique de rang III, a été rénovée à trois reprises, dont la dernière date de 2004. La rénovation de ce bâtiment religieux abandonné a reçu un Prix du Mérite dans le cadre des Récompenses du Patrimoine de la région Asie-Pacifique de l'UNESCO de l'année 2005. Le Cardinal Joseph Zen a tenu une messe spéciale dans la chapelle, le 7 mai 2006.
L'abri anti-typhon de Yim Tin Tsai, construit en 1968, est situé dans l'est de l'île. Il est bordé à l'est par le nord de Kau Sai Chau, ainsi que par des digues au nord et au sud.
On retrouve de la mangrove aux environs de la digue qui relie Yim Tin Tsai à Kau Sai Chau.
Le camping Louisa Landale, géré par la Hong Kong Girl Guides Association (en), est situé dans le sud de l'île.

## Transport
L'île est accessible par bateau privé depuis la ville de Sai Kung.